# COVID-19
Koronavirusna bolest 2019 (engl. coronavirus disease 2019), skraćeno: COVID-19, virusna je bolest uzrokovana novim koronavirusom SARS-CoV-2.  
Bolest je i službeno potvrđena tijekom prosinca 2019. u gradu Wuhanu, pokrajine Hubei, Kina, dok je prvi slučaj oboljenja zabilježen 17. studenoga 2019. Povodom brzog širenja ove bolesti Svjetska zdravstvena organizacija proglasila je pandemiju. Zabilježene su zaraze diljem zapadnog svijeta i Azijsko-pacifičkog oceana, uglavnom ljudi iz Kine, a kasnije se bolest širi diljem Europe. 
Prema stanju od 11. svibnja 2023. 2020. potvrđeno je 688 084 071 slučajeva, od toga 462 507 144 izliječenih i 6 872 943 mrtvih. Pandemija virusa primarno zahvaća kontinentalnu Kinu, Južnu Koreju, Italiju, Japan i Iran, s manjim brojem ili izoliranim slučajevima u 100-ak drugih država. Prema stanju od 20. srpnja 2020. godine izvan Kine zaraženo je oko 14.600.000 osoba. WHO je 11. ožujka proglasio globalnu pandemiju koronavirusa.
Uzročnik bolesti primarno se širi bliskim kontaktom, najčešće kapljičnim putem kao posljedica kašljanja, kihanja ili razgovora. Kapljice češće padaju na pod ili površinu no što putuju zrakom na velikoj udaljenosti, međutim mogu ostati lebdjeti u zraku određeni vremenski period. Nešto rjeđe, uzročnika je moguće unijeti i dodirivanjem kontaminiranih površina te potom lica. Rizik za prijenos bolesti najveći je prva tri dana od pojave simptoma, iako je moguć i prije pojave, kao i putem pacijenata koji nemaju vidljivih simptoma bolesti.

## Simptomi
| Simptom               | Pojavljivost |
| --------------------- | ------------ |
| Vrućica               | 83–99%       |
| Kašalj                | 59–82%       |
| Gubitak apetita       | 40–84%       |
| Umor                  | 44–70%       |
| Kratkoća daha         | 31–40%       |
| Iskašljavanje sputuma | 28–33%       |
| Bol u mišićima        | 11–35%       |

Uobičajeni simptomi uključuju vrućicu, kašalj, umor, otežano disanje, kratkoću daha, gubitak mirisa i okusa.
Otorinolaringolozi naknadno upozoravaju na dodatan simptom za koji vjeruju da je povezan s bolešću - anosmija, odnosno gubitak osjeta mirisa. Anosmija je iznenadan gubitak njuha, ali bez začepljenja nosa, ponekad praćen gubitkom okusa (ageuzija). U težim slučajevima javlja se teška upala pluća, sindrom akutnog otežanog disanja, sepsa i septički šok koji mogu uzrokovati smrt pacijenta.
Osobe zaražene SARS-CoV-2 virusom ne moraju odmah pokazati znakove bolesti. Vrijeme od izlaganja do pojave prvih simptoma uobičajeno iznosi oko 5 dana, međutim inkubacija može biti između 2 - 14 dana. U posebno rizičnu skupinu spadaju osobe starije životne dobi, mala djeca te osobe s kroničnim bolestima kao što su bolesti kardiovaskularnog sustava, dijabetes i kronične bolesti pluća.
Prema rezultatima nerecenzirane studije provedene tijekom ožujka i travnja 2020., na uzorku od oko 1.600 ispitanika u Ujedinjenom kraljevstvu i SAD-u, identificirano je šest različitih skupina simptoma, uzrokovanih ili različitim podtipovima SARS-CoV-2 virusa i/ili zdravstvenim stanjem pojedinca:
1. Nalik gripi, bez vrućice: glavobolja, gubitak osjeta mirisa, bol u mišićima, kašalj, grlobolja, bol u prsima, bez vrućice
2. Nalik gripi, sa vrućicom: glavobolja, gubitak osjeta mirisa, bol u mišićima, promuklost, vrućica, gubitak teka
3. Probavni (želučano-crijevni): glavobolja, gubitak osjeta mirisa, gubitak teka, proljev, grlobolja, bol u prsima, bez kašlja
4. Simptomi razine 1 (umor): glavobolja, gubitak osjeta mirisa, kašalj, vrućica, promuklost, bol u prsima, umor
5. Simptomi razine 2 (zbunjenost, konfuzija): glavobolja, gubitak osjeta mirisa, gubitak teka, kašalj, vrućica, promuklost, grlobolja, bol u prsima, umor, konfuzija, bol u mišićima
6. Simptomi razine 3 (abdominalni i respiratorni): glavobolja, gubitak osjeta mirisa, gubitak teka, kašalj, vrućica, promuklost, grlobolja, bol u prsima, umor, konfuzija, bol u mišićima, kratkoća daha, proljev, bol u abdomenu.

Pacijenti koji su manifestirali težu kliničku sliku (skupine 4 - 6) najčešće su zahtijevali napredne mjere potpore disanja, u smislu mehaničke ventilacije ili primjene kisika, dok je gotovo polovina pacijenata sa simptomima skupine 6 hospitalizirana. Također, pacijenti iz skupina 4 - 6 češće su bili osobe starije životne dobi, pretile osobe, pacijenti s drugim kroničnim metaboličkim ili respiratornim bolestima.

## Prevencija
Preporučene mjere zaštite od koronavirusne bolesti uključuju često pranje i dezinficiranje ruku, izbjegavanje dodirivanja usta, nosa i očiju, održavanje udaljenosti od drugih ljudi i izbjegavanje bliskog kontakta (posebice s osobama koje pokazuju simptome bolesti), mjere samoizolacije (posebice u slučaju pojave simptoma bolesti), sprječavanje širenja kapljica i aerosola pri kihanju i kašljanju, izbjegavanju dodirivanja lica nečistim rukama te informiranje o sveukupnoj situaciji.
Uporabu pokrivala za lica, poput kirurške maske, šala ili marame preporučeno je u javnim prostorima s ciljem smanjenja rizika za prijenos uzročnika. Odlukom Stožera civilne zaštite Republike Hrvatske, od 13. srpnja 2020. godine uvodi se nužna mjera obaveznog korištenja maski za lice ili medicinskih maski za putnike u javnom prijevozu, određene profesije te kategorije djelatnosti, dok su istog izuzeta djeca do dvije godine starosti, osobe s određenim oblicima invaliditeta, prevoditelji za gluhoslijepe osobe te osobe s pojedinim kroničnim zdravstvenim stanjima.

## COVID-19 u Hrvatskoj
Prvi slučaj zaraze virusom SARS-CoV-2 u Hrvatskoj potvrđen je 25. veljače 2020. Trenutno je u Republici Hrvatskoj 1 273 256 oboljelih osoba, a izliječeno ih je 1 098 112, dok ih je na koronavirus do sada testirano 4 770 929. Zbog velikih dnevnih migracija stanovništva između Istre i Italije Vlada Republike Hrvatske donijela je 13. ožujka 2020. godine odluku o zatvaranju vrtića, osnovnih i srednjih škola te fakulteta na području cijele Hrvatske s ciljem sprečavanja širenja bolesti COVID-19. Učenici od petih do osmih razreda osnovne škole te svi učenici srednjih škola nastavu imaju online, a za niže razrede osiguran je program na javnoj televiziji (HTV 3). U svome prvom priopćenju za medije od 18. ožujka, Stožer civilne zaštite Republike Hrvatske objavio je informaciju za sve građane da je od srijede 18. ožujka aktivan telefonski broj 113 na kojem svi zainteresirani mogu dobiti informacije o COVID-19.

### Broj zaraženih osoba
| Ukupan broj potvrđenih slučajeva: 688 084 071 | Preminuli: 6 872 943 |
|                                               |                      |
| Ukupan broj potvrđenih slučajeva: 1 273 256   | Preminuli: 18 213    |